# Kyaxares II.

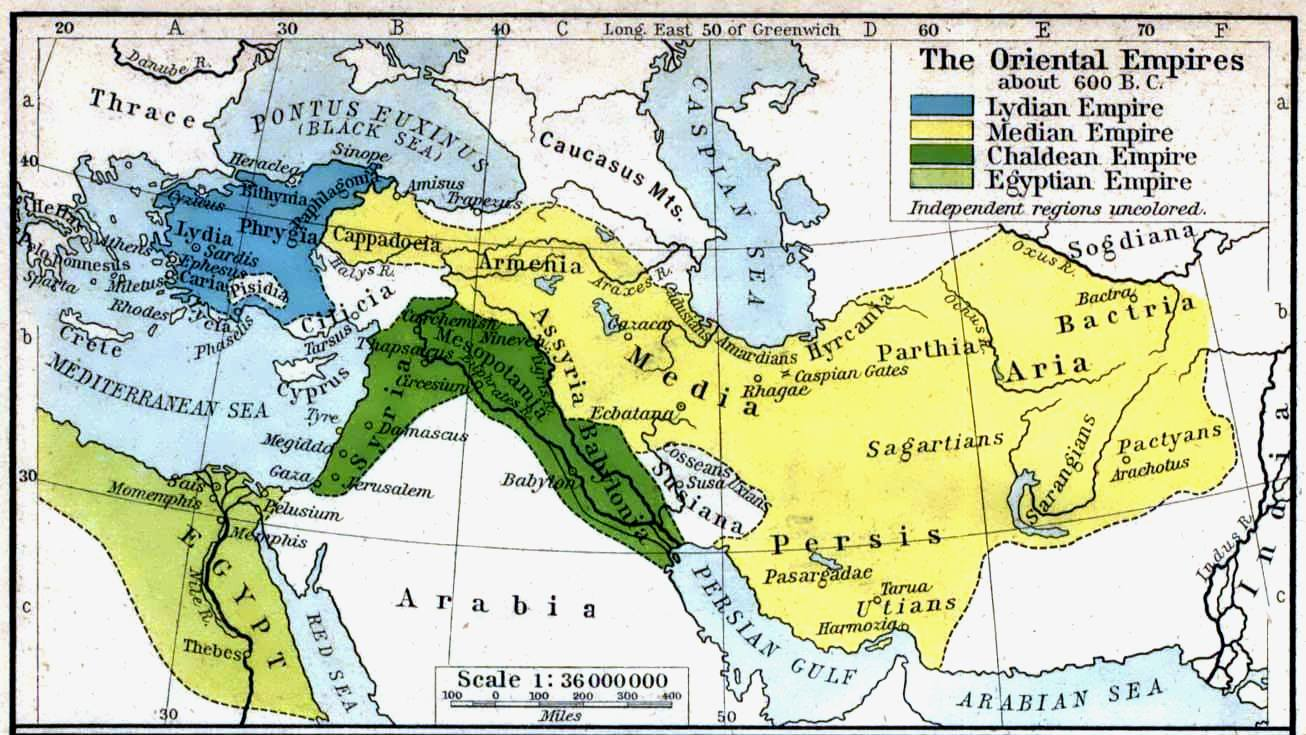
Die Ausdehnung des Mederreiches um etwa 600 v. Chr.

Kyaxares II. (kurdisch KeyXesrew, medisch Ḫavachštra, elamisch Šattarrida, assyrisch Kaštarita, babylonisch Hašatritti) war ein medischer Herrscher (vermutlich 625/624–584 v. Chr.). Er war der Sohn und Nachfolger des Phraortes und befreite die Meder von der zwischenzeitlichen skythischen Herrschaft.

## Leben

### Loslösung von den Skythen
Kyaxares begann seine Herrschaft unter ungünstigen Bedingungen. Sein Vater, Phraortes, war in einem Feldzug gegen die Assyrer zusammen mit dem Großteil seiner Armee gefallen und die Skythen, Verbündete der Assyrer, hatten die Vorherrschaft über Medien erlangt.
Dem griechischen Historiker Herodot zufolge nutzte Kyaxares die Zeit der skythischen Herrschaft, um die Lage des Mederreiches in Ruhe zu verbessern. Er führte umfangreiche Reformen in der Armee durch. Unabhängige Infanterie- und Bogenschützenverbände wurden eingerichtet, und die Armee übernahm vermutlich Taktiken der mobilen skythischen Streitkräfte. Vermutlich wurden auch Elemente der skythischen Kunst übernommen, wie Funde medischer Schätze aus jener Zeit andeuten.
Kyaxares erweiterte seine Macht, indem er Gebiete am Urmiasee annektierte, was vermutlich die Aufmerksamkeit der Skythen erweckte. In einer Schlacht gelang es Kyaxares, die Skythen zu besiegen und ihre Herrschaft abzuschütteln. Die Skythen zogen sich aus dem Gebiet der Mannäer zurück, blieben jedoch eine ernstzunehmende Bedrohung für das Mederreich.

### Das Ende des Assyrerreiches
Im Jahr 614 v. Chr. versuchte Kyaxares, den Plan seines Vaters zu verwirklichen und die assyrische Bedrohung endgültig zu beseitigen. Anders als Phraortes stieß Kyaxares nicht sofort zu der Hauptstadt Ninive vor, sondern nahm im Monat Abu, der in diesem Jahr am 12. Juli begann, die assyrische Provinzhauptstadt Tarbirsu am Diyala ein. Von hier plante er einen Großangriff auf Ninive. Erleichtert wurde ihm das Vorhaben durch einen Vorstoß der Babylonier unter Nabopolassar im Süden, die, begünstigt durch den Niedergang der assyrischen Vorherrschaft im vorderen Orient, sehr mächtig wurden und ihrerseits Ninive erobern wollten. Kyaxares gelang es nicht, Ninive zu stürmen. Erneut waren skythische Verbündete der Assyrer eingetroffen. Die Meder brachen die Belagerung Ninives ab und zogen weiter nach Assur. Sie zerstörten und plünderten die Stadt, in der es anschließend zu einem Treffen zwischen Kyaxares und Nabopolassar kam. Ein Bündnis zwischen Medern und Babyloniern wurde beschlossen, das durch die Hochzeit des babylonischen Kronprinzen Nebukadnezar mit der Tochter des Kyaxares, Amyntis, besiegelt wurde.
Kyaxares zog unmittelbar danach gegen die Skythen zu Felde und konnte sie besiegen. Nun vereinten die Meder und Babylonier ihre Kräfte. Am 30. Mai 612 v. Chr. begann die Belagerung Ninives, die mit einem Sieg der Meder am 28. Juli endete. Nach den Worten Nabopolassars wurde Ninive total zerstört und kurze Zeit später in eine Ruine verwandelt. Am 7. September erfolgte der Rückmarsch der Meder. Der assyrische König Sîn-šarru-iškun wurde bei der Erstürmung Ninives am 28. Juli getötet. Im Jahr 610 v. Chr. erfolgte in Harran trotz ägyptischer Unterstützung für Aššur-uballiṭ II. die endgültige Niederlage und damit der Untergang des assyrischen Reichs.
Um 590 v. Chr. hatten die Meder die urartäische Hauptstadt Tušpa eingenommen, was zum Untergang des Urartäerreiches geführt hatte und den Medern die Vormachtstellung im Bergland nördlich von Mesopotamien sicherte.

### Expansion nach Westen
In Kleinasien fand zu jener Zeit der Aufstieg des Lyderreiches statt, und der enorme Reichtum der Lyder, der aus massiven Handelserträgen herrührte, war im vorderen Orient bekannt geworden. Kyaxares stieß zunächst nach Westen vor, wo er auf die starken lydischen Streitkräfte stieß. Ein fünfjähriger Krieg, der keine Entscheidung bringen konnte, folgte. Herodot zufolge brach dieser Krieg aufgrund einer Forderung des Kyaxares an den lydischen König Alyattes II., skythische Verbrecher, die vom medischen an den lydischen Hof geflohen waren, an ihn auszuliefern. Als Alyattes dieser Forderung nicht nachkam, erklärte Kyaxares dem lydischen Reich den Krieg.
Am 28. Mai 585 v. Chr. kam es am Fluss Halys (heute Kızılırmak) zu einer Schlacht zwischen medischen und lydischen Verbänden. Eine Sonnenfinsternis an diesem Tag beendete die Schlacht, denn einer Prophezeiung des Thales zufolge würde der Krieg enden, wenn der Tag plötzlich zur Nacht wurde. Unter Vermittlung des späteren babylonischen Königs Nabonid und des kilikischen Königs Syennesis wurde ein Frieden geschlossen, der den Halys als Grenzfluss zwischen den beiden Reichen festlegte, der durch die Hochzeit zwischen Kyaxares’ Sohn Astyages und der Tochter des Alyattes besiegelt wurde.
Herodot setzt die Eroberung Ninives nach der Schlacht am Halys an, was jedoch im Widerspruch mit archäologischen Zeugnissen steht. Wahrscheinlich ist, dass die Eroberung Ninives und die Westexpansion des Kyaxares zumindest zeitweise parallel verliefen. Sicher ist jedoch, dass die auf den Tag genau datierbare Schlacht am Halys lange nach dem Untergang Ninives stattfand.
Kyaxares starb 584 v. Chr. Herodot zufolge nach vierzigjähriger Regierungszeit. Ihm folgte sein Sohn Astyages auf den Thron.